# کازادایفکا
کازادایفکا (انگلیسی: Kazadayevka) یک شهرک در شهرستان استرلیتاماکسکی استان باشقیرستان کشور روسیه است.